# Shanghai Pudong Development Bank
Shanghai Pudong Development Bank Co. Ltd (SPDB eller Pufa; SSE: 600000) er en statsejet kinesisk bank med hovedkvarter i Shanghai. Den blev etableret i 1993 og de har i dag 52.832 ansatte.